# 비행 정보 구역
비행 정보 구역(飛行情報區域, 영어: flight information region, FIR)은 국제 민간 항공 기구(ICAO)가 항공 교통 관제를 위해 각 나라가 담당하는 공역을 나눈 것이다.

## 나라별 비행정보구역

### 대한민국
한국의 인천비행정보구역(RKRR: Incheon Flight Information Region)은 한반도의 공역으로 지나가는 외국 민간 항공기의 안전 운항을 위한 정보 제공과 항공기 사고 발생시 수색, 구조 제공에 대한 책임 구역이다. 인접국간 협의를 바탕으로 ICAO 이사회의 승인을 통해 설정된다.

### 유럽
유럽 연합의 유럽비행정보구역(EFIR: Europe Flight Information Region)은 유럽의 공역으로 지나가는 외국 민간 항공기의 안전 운항을 위한 정보 제공과 항공기 사고 발생시 수색, 구조 제공에 대한 책임 구역이다. 인접국간 협의를 바탕으로 ICAO 이사회의 승인을 통해 설정된다.  

## 나라별 FIR 면적
- 대한민국(인천 FIR): 43만 km2
- 조선민주주의인민공화국(평양 FIR): 32만 km2
- 중화인민공화국(상해 FIR, 심양 FIR 등): 960만 km2
- 홍콩 FIR: 37만 km2
- 일본(후쿠오카 FIR): 930만 km2
- 중화민국(타이베이 FIR): 41만 km2

## 같이 보기
- 영공
- 방공 식별 구역(ADIZ)
- 제한 식별 구역(KLIZ)
- 방공 식별 구역 (동중국해)(영어판)
- 공해전(空海戰, en:AirSea Battle)